# Metapneumovirus uman
Metapneumovirusul uman (HMPV sau hMPV) este un virus ARN monocatenar cu sens negativ⁠(d) din familia Pneumoviridae⁠(d) și este strâns legat de subgrupul C de metapneumovirus aviar⁠(d) (AMPV). A fost izolat pentru prima dată în 2001 în Țările de Jos prin utilizarea Tehnica RAP-PCR (ARN arbitrarily primed PCR) pentru identificarea virusurilor necunoscute care cresc în culturi celule. Începând cu 2016, a fost a doua cea mai frecventă cauză – după virusul respirator sincițial (RSV) – a bolii acute ale tractului respirator la copiii sub vârsta de 5 ani, altfel sănătoși, într-un ambulatoriu mare din SUA. 
Vârsta de vârf de spitalizare pentru sugarii cu HMPV este între 6 și 12 luni, puțin mai mare decât vârful RSV, care este în jur de 2 până la 3 luni. Caracteristicile clinice și severitatea HMPV sunt similare cu cele ale RSV. HMPV este, de asemenea, o cauză importantă a bolii la adulții în vârstă și la sugari. 
În decembrie 2024, un focar de HMPV este în desfășurare în China.

## Descoperirea
Metapneumovirusul uman (HMPV) a fost descoperit pentru prima dată în 2001 în Țările de Jos de Bernadette G. van den Hoogen și colegii săi. HMPV a fost detectat pentru prima dată în secrețiile respiratorii a 28 de copii mici din Țările de Jos și inițial s-a evidențiat față de alte virusuri respiratori obișnuiți, deoarece metodele de testare van den Hoogen și colegii ei au încercat să utilizeze - teste imunologice folosind anticorpi specifici virusului și bazate pe PCR, metode care utilizează primeri specifici genomului virusului - au putut testa numai virusurile respiratorii cunoscuți și, prin urmare, nu au putut identifica noul virus. Abia când cercetătorii au început să aplice tehnici de biologie moleculară au putut fi identificate caracteristicile genetice și porțiunile secvențelor genomice ale virusului; aceste tehnici au inclus tehnica PCR amorsată aleatoriu, care a obținut datele de secvență limitate necesare pentru a dezvălui o relație clară între acest nou virus și pneumovirusul aviar. Noul virus, metapneumovirus uman, este numit pentru relația sa strânsă cu AMPV, indicând identitatea sa ca metapneumovirus și gazda sa umană.

## Virologie
HMPV infectează celulele epiteliale ale căilor respiratorii din nas și plămâni. Se crede că HMPV se atașează de celula țintă prin interacțiunile proteinei glicoproteinei (G) cu sulfatul de heparan și alți glicozaminoglicani. Proteina de fuziune HMPV (F) codifică un motiv RGD (Arg-Gly-Asp) care angajează integrinele care leagă RGD ca receptori celulari, apoi mediază fuziunea membranei celulare și a învelișului viral. într-un mod independent de pH, probabil în endozomi. HMPV induce apoi răspunsul chemokinelor și citokinelor cum ar fi IL-6, IFN-alfa, TNF-alfa, IL-2 și proteinele inflamatorii macrofage, care, la rândul lor, duce la infiltrație și inflamație peribronhiolară și perivasculară.

## Distribuție și gazde
Deși hMPV a fost descoperit și identificat pentru prima dată în 2001, studiile serologice au arătat că hMPV, sau o rudă apropiată a acestuia, circula deja de cel puțin 50 de ani. Din aceste informații, este clar că virusul nu doar „sărise” de la păsări, sau de la un alt rezervor animal, la oameni cu puțin timp înainte de descoperirea sa.
Începând cu 2022, vârful infecției cu hMPV în emisfera nordică este la sfârșitul iernii și la începutul primăverii, dar poate fi găsit la nivel global pe toate continentele și distribuția sa este foarte complexă și dinamică. Cercetătorii au descoperit că hMPV este în cea mai mare parte localizat și poate diferi semnificativ de la comunitate la comunitate, permițând posibilitatea ca tulpina într-un loc într-un an să fie cel mai asemănătoare cu tulpina dintr-o altă locație în anul următor. Acest fenomen a fost de fapt înregistrat cu tulpinile de virus în Australia în 2001; în Franța în 2000 și 2002; în Canada în 1999, 2000, 2001 și 2002; în Israel în 2002; iar în Țările de Jos în 2001, toate fiind foarte strâns legate pe baza secvențelor genei F. Există cel puțin două genotipuri majore de hMPV (A și B) care circulă în timpul focarelor comunitare și fiecare genotip are două proprii, dar, de acum, se pare că nicio tulpină nu este dominantă asupra celorlalte și nici una dintre ele. se știe că acestea cauzează niveluri diferite de severitate. 
HMPV este cel mai probabil răspândit de la persoane infectate la alții prin: 1. secreții de la tuse și strănut, 2. contact personal apropiat (de exemplu, atingerea, strângerea mâinii etc.) și 3. atingerea obiectelor cu virusuri, apoi atingerea gurii, nasului , sau ochi. Începând cu 2023, dezvoltarea unui tratament antiviral sau a unui vaccin fiabil pentru a preveni răspândirea hMPV nu a avut loc încă, dar pare să existe evoluții promițătoare în acest domeniu. În unele studii cu vaccinuri, cercetătorii au observat cum un virus paragripal uman recombinant viu care conține gena hMPV F poate induce anticorpi specifici hMPV și poate proteja animalele experimentale de hMPV. Un alt studiu similar a demonstrat modul în care un virus himeric paragripal bovin/uman 3 care exprimă gena hMPV F permite neutralizarea anticorpilor atât împotriva parainfluenza, cât și împotriva hMPV. Aceste experimente au mai multe limitări, inclusiv modelele lor animale pentru populație mică. În general, în timp ce vaccinurile și tratamentele de terapie antivirale sunt în lucru, cea mai mare dificultate cu care se confruntă cercetătorii din 2006 o reprezintă datele limitate disponibile despre dezvoltarea hMPV la gazda naturală. 

## Transmiterea
Este probabil ca transmiterea să aibă loc prin contactul cu secrețiile contaminate, prin picături, aerosoli sau vectori fomite. Au fost raportate infecții dobândite în spital cu metapneumovirus uman. S-a demonstrat că HMPV circulă în lunile de toamnă și iarnă, cu predominanța alternativă a unui singur subtip în fiecare an.

## Tratament
Nu se cunoaște niciun tratament pentru oameni din 2008. Ribavirina⁠(d), un medicament folosit pentru a trata RSV, a demonstrat eficacitatea la un model animal. 
Corporația farmaceutică americană Moderna a efectuat un studiu clinic pentru un vaccin modRNA candidat împotriva metapneumovirusului. În octombrie 2019, vaccinul candidat a trecut prin faza I, cu rapoarte că vaccinul este bine tolerat la toate nivelurile de doză la două luni și provoacă un răspuns imun care stimulează producția de anticorpi neutralizanți.

## Focar 2024-2025
Centrul chinez pentru controlul și prevenirea bolilor a publicat date care arată că infecțiile respiratorii au crescut semnificativ în săptămâna 16-22 decembrie 2024; metapneumovirusul uman a fost legat de 6,2% din testele pozitive pentru boli respiratorii și 5,4% din spitalizările pentru boli respiratorii. în China, mai mult decât COVID-19, rinovirus sau adenovirus. Kan Biao, șeful Institutului Național pentru Controlul și Prevenirea Bolilor Transmisibile din China CDC, a anunțat că rata HMPV în rândul copiilor cu vârsta de 14 ani și sub este în creștere în China. Hong Kong și țări precum Malaezia, Kazahstan, India, Italia și Ucraina au confirmat, de asemenea, cazuri de infecție cu HMPV. 